# Warburgiella leptocarpa
Warburgiella leptocarpa là một loài Rêu trong họ Sematophyllaceae. Loài này được (Schwägr.) M. Fleisch. miêu tả khoa học đầu tiên năm 1923.